# 李相翊
李 相翊（イ・サンイク、朝鮮語: 이상익、1928年12月17日 - 2006年9月22日）は、大韓民国の政治家、外交官、陸軍軍人。第8・10・11・12代韓国国会議員。本貫は慶州李氏。

## 経歴
日本統治時代の忠清南道舒川郡出身。大田高等学校、陸軍士官学校（10期生）、アメリカ陸軍歩兵学校、参謀大学を経て、駐日公使、大韓民国中央情報部次長、民主正義党中央委員会議長、韓日議員連盟幹事長などを務めた。そのほか石油開発公社理事長、アクセスフロア産業（株）会長、学校法人ソンシル学院理事長、大韓体育会理事などを務めた。老衰のため2006年に79歳で死去した。